# Łowiczanka
Łowiczanka – struga, lewostronny dopływ Skawy o długości 10,38 km. 
Struga płynie w powiecie oświęcimskim, w korycie nieobwałowanym do zbiornika wyrównawczego pompowni w Przeciszowie – Podlesiu, z którego istnieje możliwość grawitacyjnego odpływu przepustem wałowym w okresie normalnych stanów wody w rzece Skawie. Zlewnia górnego odcinka Łowiczanki do przekroju drogi Zator – Oświęcim wynosi 11,0 km².
Podczas powodzi w lipcu 2001 r. wody Łowiczanki wystąpiły z koryta. Woda przelała się przez nasyp torów kolejowych w Przeciszowie warstwą ok. 0,5 m, niszcząc wcześniej nasyp drogowy i most w Łowiczkach Księżych. Koryto Łowiczanki poniżej mostu kolejowego zwłaszcza na odcinku przyległym do grobli stawów gospodarstwa Przyrąb nie zapewnia przepustowości odpowiedniej do wielkości obsługiwanej zlewni. Odpływ wód jest blokowany przez zarośnięty trzciną i krzakami oraz zawężony przekrój koryta potoku. Koryto Łowiczanki wymaga przebudowy w celu udrożnienia i ułatwienia odpływu wód zlewni.
Zgodnie z pozwoleniem wodnoprawnym do potoku Łowiczanka może być doprowadzany (rowem Rudnianka) nadmiar wody ze stawów Bugaj, zasilanych wodami z rzeki Wieprzówki. Łowiczanka wraz z innym potokiem Bachórz zasila stawy rybne na Przyrębie.